# Dyspyralis serratula
Dyspyralis serratula är en fjärilsart som beskrevs av George Thomas Bethune-Baker 1908. Dyspyralis serratula ingår i släktet Dyspyralis och familjen nattflyn. Inga underarter finns listade i Catalogue of Life.